# Gmina Iowa (hrabstwo Crawford)

Położenie Gminy Iowa w hrabstwie Crawford

Gmina Iowa (ang. Iowa Township) – gmina w USA, w stanie Iowa, w hrabstwie Crawford. Według danych z 2000 roku gmina miała 356 mieszkańców, a jej powierzchnia wynosi 93,7 km².